# Jan Walkusz
Jan Walkusz (ur. 27 maja 1955 w Klukowej Hucie) – polski duchowny rzymskokatolicki, poeta, profesor nauk teologicznych, wykładowca Wydziału Teologii KUL.

## Życiorys
W 1980 po ukończeniu formacji kapłańskiej w Wyższym Seminarium Duchownym w Pelplinie otrzymał sakrament święceń. Pełnił posługę w parafiach diecezji chełmińskiej. Uzyskał tytuł magistra teologii w Wydziale Teologii KUL (1989), w 1990 otrzymał stopień naukowy doktora, w 2002 doktora habilitowanego. W 2009 został profesorem nauk teologicznych. Od 1989 jest nauczycielem akademickim KUL. W latach 2003–2014 był kierownikiem Katedry Historii Kościoła w XIX i XX wieku, a 2004-2012 dyrektorem Instytutu Historii Kościoła na Wydziale Teologii KUL. W 1997 roku Klub Studencki Pomorania przyznał ks. J. Walkuszowi Medal Stolema. W 2022 roku uhonorowano go Kaszubską Nagrodą Literacką, przyznawaną się za szczególne dokonania literackie w języku kaszubskim.

## Publikacje
Na podstawie źródła
- Kanta nôdzeji (1981);
- Jantarowy pacierz (1991);
- Fotografia Pana Boga (1992);
- Sztrądę słowa (1996);
- Piastun słowa. Ks. Bernard Sychta 1907-1982 (1997);
- Piórem i słowem (2003);
- Przez okno czasu (2014);
- Wiertle Bòżégò widu (2021)